# 雲林縣斗南鎮大東國民小學
雲林縣斗南鎮大東國民小學（簡稱大東國小）是一所公立小學，位在臺灣雲林縣。成立於1921年。

## 校史沿革
臺灣日治時期的1920年12月，斗南地方人士沈品三聯合大東地區一帶新崙、港墘、新厝、東埤麻、西埤麻等五保保正，向日本政府申請設立學校，未得允許。次年3月，沈品三再次陳請設置，並自願先行墊付建校經費，於是政府准予設立斗南公學校新崙分離教室，是為大東國小之前身。新崙分離教室校地由林吳矮無償提供，位於臺南州斗六郡斗南街大東大字之新崙聚落內。1921年5月19日正式開學，置教師楊江海一人，招收小學一年級新生60人（男52人，女8人）。
1922年，地方人士陳請遷校址至新崙村外，次年9月新校舍竣工，師生遷入。同時，因學生增加，升格改制為斗南公學校新崙分教場。1934年獨立設校，為大東公學校。1941年，日本政府配合皇民化運動之推行，變更學制，再次改名為大東國民學校。後來，考量新崙村外校址位處低窪，交通易達性又低，乃決定遷校至新址（截至2021年為止，尚在此址）。
1945年8月，日本無條件投降，中華民國國民政府接管臺灣，由蕭茂霖接收大東國民學校，擔任代理校長。學校位於臺南縣為臺南縣斗南鎮大東國民學校。次年1月，改稱臺南縣斗南鎮第二國民學校。旋於1947年2月恢復稱「大東國民學校」。1950年行政區劃重劃，斗南鎮改隸雲林縣，該校亦隨之改稱雲林縣斗南鎮大東國民學校。1961年，大東國民學校獲臺灣省政府教育廳指定為重點輔導國校。1968年實施九年國民義務教育，改稱雲林縣斗南鎮大東國民小學。

## 歷任校長
以下資料來自該校網站與《一百週年校刊》。
| 任次 | 姓名           | 性別 | 籍貫   | 任期起迄              | 備註         |
| ---- | -------------- | ---- | ------ | --------------------- | ------------ |
| 1    | 楊江海         | 男   | 雲林縣 | 1921年4月至1922年3月  | 分離教室教諭 |
| 2    | 黃子夏         | 男   | 雲林縣 | 1922年3月至1923年7月  |              |
| 3    | 茂庭鐵太郎     | 男   | 日本   | 1923年8月至1925年3月  | 分教場主任   |
| 4    | 西村久勝       | 男   | 日本   | 1925年3月至1927年3月  | 分教場主任   |
| 5    | 劉富           | 男   | 雲林縣 | 1927年4月至1929年6月  | 分教場主任   |
| 6    | 山下庄之助     | 男   | 日本   | 1929年6月至1931年3月  | 分教場主任   |
| 7    | 鮫島雅夫       | 男   | 日本   | 1931年3月至1937年3月  |              |
| 8    | 山不勇         | 男   | 日本   | 1937年3月至1943年3月  |              |
| 9    | 畑田岩夫       | 男   | 日本   | 1943年3月至1945年3月  |              |
| 10   | 蕭茂霖         | 男   | 雲林縣 | 1945年11月至1953年2月 |              |
| 11   | 廖海水         | 男   | 雲林縣 | 1953年2月至1954年9月  |              |
| 12   | 沈步青         | 男   | 福建   | 1954年9月至1960年7月  |              |
| 13   | 陳石柱         | 男   | 雲林縣 | 1960年9月至1972年9月  |              |
| 14   | 王振順         | 男   | 雲林縣 | 1972年9月至1982年9月  |              |
| 15   | 沈慶宗         | 男   | 雲林縣 | 1982年9月至1992年7月  |              |
| 16   | 沈慶進（代理） | 男   |        | 1992年8月至1993年7月  |              |
| 17   | 林培標         | 男   |        | 1993年8月至1997年7月  |              |
| 18   | 陳文章         | 男   |        | 1997年8月至2000年7月  |              |
| 19   | 林崑明         | 男   |        | 2000年8月至2006年7月  |              |
| 20   | 梁松岱         | 男   | 陝西省 | 2006年8月至2010年7月  |              |
| 21   | 李柏寰         | 男   |        | 2010年8月至2016年7月  |              |
| 22   | 翁文才         | 男   |        | 2016年8月至2022年7月  |              |
| 23   | 蔡啟達         | 男   |        | 2022年8月迄今         |              |

## 學校特色
大東國小位於雲林縣斗南鎮農村聚落，是一所鄉村小學，學童放學常行經田埂。2020年時，父母輩仍為務農的學童佔少數。
大東國小推動「食農教育」，配合斗南鎮農會，每月擇定一日為「斗南食物日」，當天的使用在地食材入菜，並播放農會團隊到產地拍攝的教學影片素材。平日也利用立體繪本等教具來推行食農教學。
校內有一塊可可田，由佳能國際等企業共同認養，部分可可樹規劃成為畢業生的贈禮，果實銷售產生的收入擬撥為畢業生的獎助學金。
大東國小歷史上學生曾多達1,500人，在2019年時已不足百人。

## 校務組織
大東國小置校長，綜理校務；設教導處（下設教務組、訓導組）、總務處。